# Szermierka na Letnich Igrzyskach Olimpijskich 1896
Szermierka na I Letnich Igrzyskach Olimpijskich w Atenach była rozgrywana od 7 do 9 kwietnia 1896 r. Zawody odbyły się w Zappeion.
Początkowo oprócz turnieju florecistów i szablistów odbyć się miały także zawody szpadzistów, zostały jednak odwołane.

## Klasyfikacja medalowa
| Lp. | Państwo | złoto | srebro | brąz | Razem |
| --- | ------- | ----- | ------ | ---- | ----- |
| 1   | Grecja  | 2     | 1      | 1    | 4     |
| 2   | Francja | 1     | 2      | 0    | 3     |
| 3   | Dania   | 0     | 0      | 1    | 1     |

## Medaliści

### Mężczyźni
| Złoto                        | Srebro                | Brąz                            |
| Floret (szczegóły)           |                       |                                 |
| Eugène-Henri Gravelotte      | Henri Callot          | Periklis Pierakos-Mawromichalis |
| Floret zawodowcy (szczegóły) |                       |                                 |
| Leonidas Pirgos              | Jean Maurice Perronet | startowało tylko 2 zawodników   |
| Szabla (szczegóły)           |                       |                                 |
| Joanis Jeorjadis             | Tilemachos Karakalos  | Holger Nielsen                  |

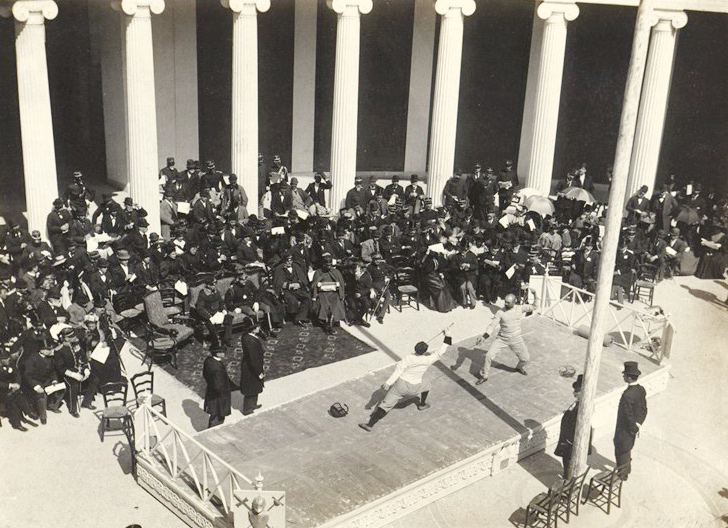
Jedno ze spotkań finałowych.

Medale w kolorach złotym, srebrnym i brązowym zostały przyznane w późniejszym okresie przez Międzynarodowy Komitet Olimpijski; pierwotnie zwycięzcy otrzymali srebrne medale, a zawodnicy z kolejnych miejsc nie dostali żadnych nagród.

## Uczestnicy
Udział wzięło 15 szermierzy z 4 krajów.
- Cesarstwo Austrii (1)
- Dania (1)
- Francja (4)
- Grecja (9)